# George R. Nelson
George R. Nelson (22 de maio de 1927 — Los Angeles, 25 de agosto de 1992) foi um diretor de arte estadunidense. Venceu o Oscar de melhor direção de arte na edição de 1975 por The Godfather: Part II, ao lado de Dean Tavoularis e Angelo P. Graham.